# Ferdinand von Hompesch-Bollheim (Politiker)

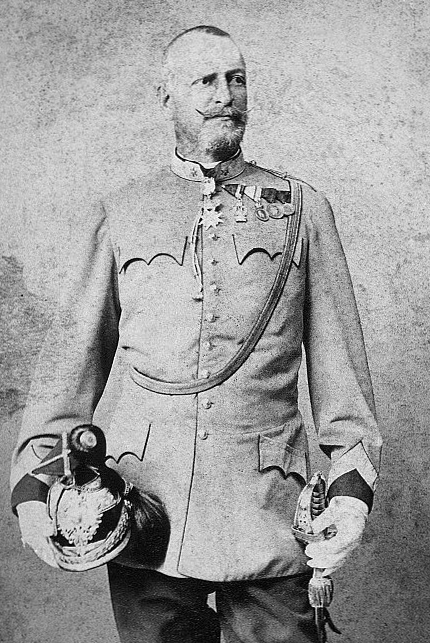
Ferdinand von Hompesch-Bollheim

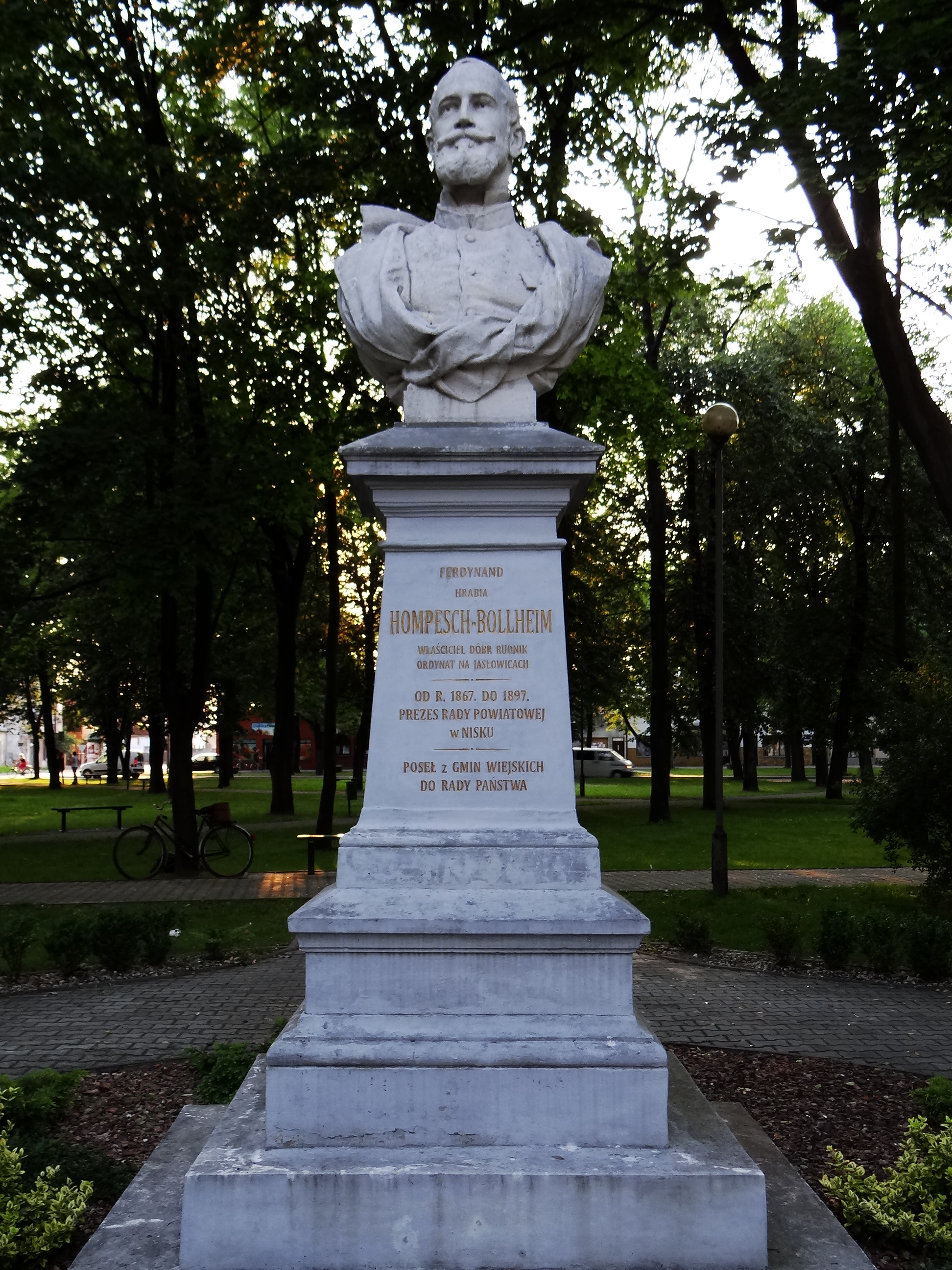
Denkmal in Rudnik nad Sanem

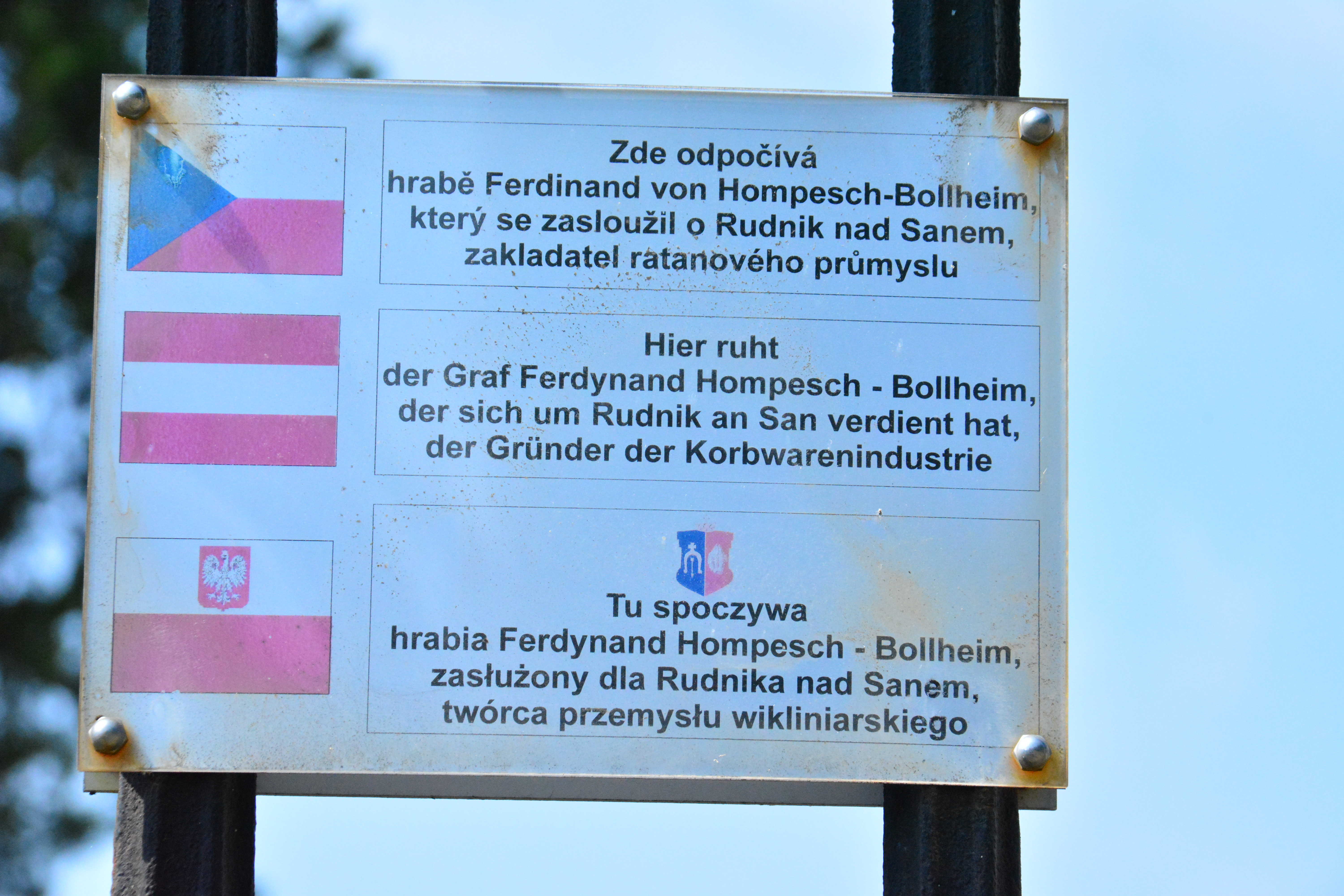
Tafel an der Gruft Hompesch-Bollheim in Jaroslavice

Ferdinand Joseph Hermann Anton Graf von Hompesch-Bollheim (polnisch Ferdynand Hompesch; * 15. Jänner 1843 in Joslowitz, Mähren; † 27. Oktober 1897, ebenda) war ein österreichischer Parlamentarier sowie Großgrundbesitzer in Galizien und Mähren. Er war Begründer der Korbindustrie in Rudnik nad Sanem.

## Leben
Der zweite Sohn des k. k. Obristen Wilhelm Hugo von Hompesch-Bollheim (1800–1861) auf Joslowitz und der Adolfine von Spiegel zum Diesenberg-Hanxleden (1812–1858) erhielt Privatunterricht. 1859 trat er als Unterleutnant in das k. k. Heer ein. 1863 schied er aus dem Heeresdienst aus; als Reservist wurde er 1879 zum Rittmeister, 1887 zum Major und 1891 zum Obristleutnant befördert. Sein älterer Bruder Degenhard verstarb 1866 an seinen Verwundungen in der Schlacht bei Königgrätz.
Nach dem Tode des Bruders erbte Ferdinand von Hompesch-Bollheim 1867 die väterlichen Herrschaften Joslowitz in Mähren sowie Rudnik und Łętownia in Galizien. Er verlegte daraufhin seinen Sitz nach Galizien und überließ die Bewirtschaftung des mährischen Besitzes seinem jüngeren Brüder Heinrich Paul, der jedoch bereits 1877 verstarb.
In Rudnik gründete er 1877 eine Korbflechterschule; den Vertrieb der Korbwaren übertrug er den Prager Kaufleuten Karl und Josef Kraus.
1866 wurde ihm der Titel Kämmerer verliehen. Die Stadt Leżajsk ernannte ihn 1887 zum Ehrenbürger. Im Jahre 1891 erhielt Hompesch-Bollheim den Orden der Eisernen Krone III. Klasse.
Ferdinand von Hompesch-Bollheim verstarb auf Schloss Joslowitz und wurde in der Familiengruft auf dem Joslowitzer Friedhof beigesetzt.
In Rudnik nad Sanem wurde ihm 1904 ein vom Bildhauer Juliusz Wojciech Bełtowski geschaffenes Denkmal errichtet.

## Parlamentarier
Hompesch-Bollheim war seit 1871 Bezirksvertreter des Bezirkes Nisko in Galizien, von 1888 bis zu seinem Tode war er Obmann der Bezirksvertretung.
Ferdinand von Hompesch-Bollheim wurde 1885 als Vertreter des galizischen Wahlbezirkes 9 (Landgemeinden Łańcut, Przeworsk, Leżajsk, Nisko, Ulanów) erstmals in das Abgeordnetenhaus gewählt. Bei den Wahlen zur VIII. und IX. Legislaturperiode konnte er sein Mandat als Abgeordneter des Wahlbezirkes 9 verteidigen; er verstarb jedoch noch im Jahr seiner zweiten Wiederwahl. Sein Nachfolger wurde Stanisław Stojałowski.
Hompesch-Bollheim schloss sich im Abgeordnetenhaus dem Polenklub an.

## Familie
Im Jahre 1866 heiratete Ferdinand von Hompesch-Bollheim Sophie Prinzessin zu Oettingen-Wallerstein (1846–1928), die Ehe blieb kinderlos.
Mit Franz von Falkenhayn war er verschwägert.